# 康斯坦蒂·扎莫伊斯基宫

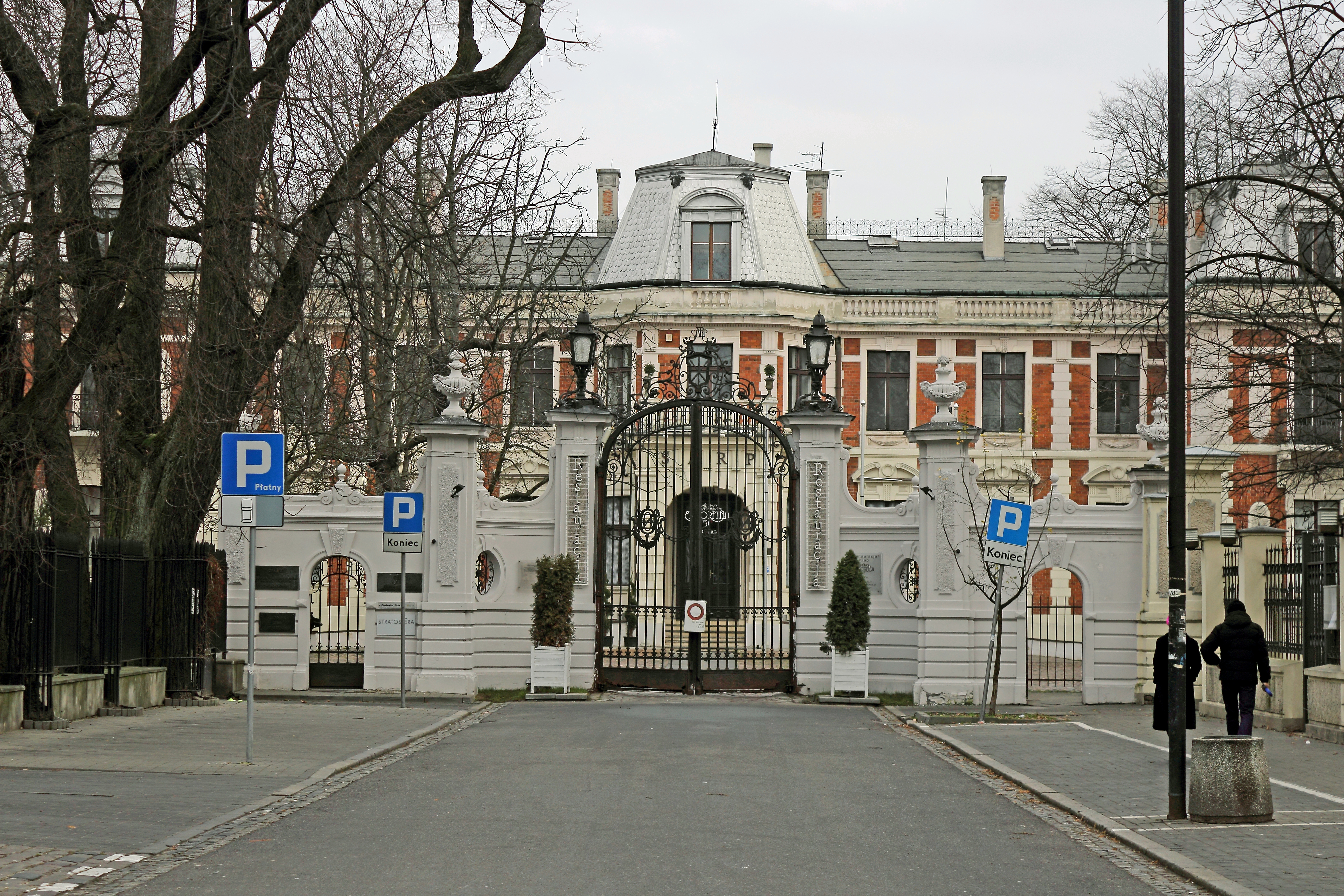
康斯坦蒂·扎莫伊斯基宫

康斯坦蒂·扎莫伊斯基宫（Pałac Konstantego Zamoyskiego）是波蘭首都華沙的一座歷史建築。這裡在修建現在的建築之前曾是一座花園。二戰期間該建築遭到輕度破壞。1949年，該建築移交給波蘭建築師協會。現在這座建築仍然由波蘭建築師協會使用。